# Barbaros (Süleymanpaşa)
Barbaros ist eine Gemeinde im Landkreis Süleymanpaşa in der türkischen Provinz Tekirdağ. Sie hat 5.076 Einwohner (Stand: 2012) und liegt am Marmarameer etwa drei Kilometer nördlich von Kumbağ und sieben Kilometer südwestlich der Provinzhauptstadt Tekirdağ.

## Geschichte
Die Geschichte des Ortes Barbaros lässt sich bis in die Antike zurückverfolgen; möglicherweise handelt es sich um eine thrakische Gründung. Der antike Name lautete Panias (Πανιάς) oder Panis (Πανίς), in byzantinischer Zeit hieß die Stadt Panidos (Πάνιδος).

## Bevölkerung
Barbaros ist ein türkischer Touristenort. Hier haben zahlreiche Einwohner von Istanbul Ferienhäuser (sogenannte yazlıks), wo sie die Sommerferien verbringen.
| Jahr | Einwohner |
| ---- | --------- |
| 1990 | 3379      |
| 2000 | 4387      |
| 2007 | 4855      |
| 2008 | 5024      |
| 2009 | 5051      |
| 2010 | 5216      |
| 2011 | 5252      |
| 2012 | 5076      |

## Wirtschaft
Barbaros hat einen Hafen, der von der Firma Asyaport zu einem internationalen Hafen vergrößert wurde, von dem Fähren auf die Inseln im Marmarameer übersetzen. Zudem gibt es einige Fischkutter und einen Wochenmarkt.

## Verkehr
Derzeit kann man von Barbaros aus Avşa, Marmara und Erdek mit Autofähren erreichen. Es gibt eine Straße, die nach Tekirdağ führt und in der anderen Richtung weiter nach Kumbağ und Naipköy. Dolmuşs fahren aus dem Zentrum von Tekirdağ nach Kumbağ und nach Naipköy.